# Pseudosenefeldera inclinata
Pseudosenefeldera es un género monotípico de plantas con flores perteneciente a la familia Euphorbiaceae. Su única especie, Pseudosenefeldera inclinata, es originaria de Venezuela y Brasil, donde se encuentra en la Amazonia, distribuidos por Amazonas y Acre.

## Taxonomía
Pseudosenefeldera inclinata fue descrito por (Müll.Arg.) Esser y publicado en Gen. Euphorb. 387. 2001.
Sinonimia
- Senefeldera contracta R.E.Schult.
- Senefeldera inclinata Müll.Arg.	basónimo
- Senefeldera karsteniana Pax & K.Hoffm.
- Senefeldera nitida Croizat
- Senefeldera skutchiana Croizat[3][4]